# خبرنگار خارجی (مجموعه تلویزیونی)
خبرنگار خارجی یک مجموعه تلویزیونی محصول سال ۱۳۷۵–۱۳۷۶ به کارگردانی محمدحسین لطیفی، نویسندگی رضا مقصودی و انسیه شاه‌حسینی (بازنویسی) و تهیه‌کنندگی رامین عباسی‌زاده می‌باشد که از شبکه سه پخش شد. این مجموعه در هشت قسمت تهیه شد.
- تهیه‌کننده:

## خلاصه داستان
کاترین خبرنگار فرانسوی برای تهیه فیلم از جنگ ایران و عراق عازم جبهه‌های نبرد می‌شود. او سابقه ذهنی بسیار بدی نسبت به ایرانیان داشته و فضایی را که در جبهه می‌بیند تحت تأثیر قرار می‌گیرد. به اجبار به فرانسه برمی گردد. کمی بعد برای بار دوم به ایران سفرمی کند. این بار همسفر او کورش یکی از همکلاسیهای قدیمی اش در فرانسه است. به همراه کورش راهی مناطق جنگ زده می‌شود. سربازان ایرانی، کشتار حلبچه و نهایتاً کشته شدن فرمانده ایرانی کاترین را تحت تأثیر قرار می‌دهد. پس از بازگشت به فرانسه گزارش خود را به شرط چاپ کامل و بدون دخل و تصرف به روزنامه می‌دهد.

## بازیگران
- رضا ایرانمنش
- کتایون ریاحی
- حبیب‌الله بهمنی
- محمدقاسم پورستار
- آیدا تبیانیان
- مهدی فقیه
- پردیس محب‌تاش
- حمید مهرآرا
- یحیی آذرنوش
- حمید رمضان
- احمد درویش‌زاده
- رهی غفاریان
- محمدتقی شریفی
- علی ربیعی
- توران قادری
- بهزاد نوربخش
- فرهاد سهرابی

## عوامل تولید
- کارگردان: محمدحسین لطیفی
- فیلمنامه: رضا مقصودی
- بازنویسی فیلمنامه: انسیه شاه‌حسینی
- تصویربردار: مهدی مستوفی
- موسیقی: سعید ذهنی
- تهیه‌کننده: رامین عباسی‌زاده